# Bodo (Vorname)
Bodo ist ein männlicher Vorname, der hauptsächlich im deutschen Sprachraum gebräuchlich ist und durch die Romantik (etwa Anfang des 19. Jahrhunderts) erneut in Mode kam.

## Nebenformen
- Botho
- Boto

## Herkunft
Der Name leitet sich vom altsächsischen Wort bodo ab, das ‚Gebieter‘ bedeutet. Fälschlicherweise wird es auch auf das althochdeutsche Wort boto (‚Bote‘) zurückgeführt.

## Namenstag
- 2. Februar

## Namensträger

### Form Bodo
- Bodo Abel (* 1948), deutscher Wirtschaftswissenschaftler
- Bodo von Borries (1905–1956), Miterfinder des Elektronenmikroskops
- Bodo Christ (1941–2016), deutscher Mediziner und Anatom
- Bodo Ebhardt (1865–1945), deutscher Architekt, Architekturhistoriker und Burgenforscher
- Bogislaw Bodo von Flemming (1671–1732), kursächsischer Generalleutnant
- Bodo H. Hauser (1946–2004), deutscher Journalist und Moderator (ZDF)
- Bodo von Harbou (1880–1943), Oberst und Widerstandskämpfer gegen Hitler
- Bodo Hechelhammer (* 1968), deutscher Historiker
- Bodo Hell (* 1943), österreichischer Schriftsteller
- Bodo Henkel (* 1952), deutscher Moderator und Synchronsprecher
- Bodo von Hodenberg (1604–1650), deutscher Dichter
- Bodo von Hodenberg (1826–1907), deutscher Diplomat und Politiker
- Bodo Hombach (* 1952), deutscher Politiker und Manager
- Bodo Illgner (* 1967), deutscher Fußballspieler (Torwart)
- Bodo Kirchhoff (* 1948), deutscher Schriftsteller
- Bodo Kraft (* 1951), deutscher Maler und Zeichner
- Bodo Klimpel (* 1963), deutscher Politiker
- Bodo Lampe (* 1955), deutscher Physiker und Schriftsteller
- Bodo Morshäuser (* 1953), deutscher Schriftsteller
- Bodo Nowodworski (* 1949), deutscher Politiker
- Bodo Olthoff (* 1940), ostfriesischer Maler und Grafiker
- Bodo Pareigis (* 1937), deutscher Mathematiker
- Bodo Pieroth (* 1945), deutscher Rechtswissenschaftler
- Bodo Primus (* 1938), deutscher Schauspieler
- Bodo von Pyrmont († 1395), von 1372 bis zu seinem Tod Fürstabt von Corvey
- Bodo Ramelow (* 1956), deutscher Politiker (Die Linke), Ministerpräsident von Thüringen
- Bodo Rudwaleit (* 1957), DDR-Fußballnationalspieler (Torwart)
- Bodo Schäfer (* 1960), deutscher Autor, Redner und Unternehmer
- Bodo Schmidt (* 1950), deutscher Schachspieler
- Bodo Schmidt (* 1965), deutscher Fußballspieler (KSV Hessen Kassel)
- Bodo Schmidt (* 1967), deutscher Fußballspieler (Borussia Dortmund, 1. FC Köln)
- Bodo Seidenthal (1947–2024), deutscher Politiker (SPD)
- Bodo Spiethoff (1875–1948), deutscher Dermatologe und Hochschullehrer
- Bodo Spiethoff (1918–2000), deutscher Ökonom und Schriftsteller
- Bodo Staiger (1949–2019), deutscher Musiker und Produzent
- Bodo von Suckow (1830–1904), preußischer Generalleutnant
- Bodo Tümmler (* 1943), deutscher Leichtathlet
- Bodo Wartke (* 1977), deutscher Kabarettist
- Bodo Wolf (1944–2023), deutscher Schauspieler und Synchronsprecher
- Bodo Zeuner (1942–2021), deutscher Politikwissenschaftler
- Bodo Zimmermann (1886–1963), deutscher Offizier
- Bodo Zimmermann (1902–1945), deutscher Maler und Grafiker

### Form Botho
- Botho Brachmann (* 1930), deutscher Archivar und Historiker
- Botho Henning Elster (1894–1952), deutscher Offizier, zuletzt Generalmajor im Zweiten Weltkrieg
- Botho zu Eulenburg (1831–1912), preußischer Politiker
- Botho Sigwart zu Eulenburg (1884–1915), deutscher Komponist der Spätromantik
- Botho Graef (1857–1917), deutscher Klassischer Archäologe und Kunsthistoriker
- Botho Höfer (1880–1958), deutscher Filmarchitekt
- Botho von Hülsen (1815–1886), Theaterintendant der königlich-preußischen Schauspiele und Präsident des Deutschen Bühnenvereins
- Botho Jung (1927–2014), deutscher Fernseh- und Hörfunkmoderator
- Botho Laserstein (1901–1955), deutscher Richter und Publizist
- Botho Lucas (1923–2012), deutscher Akkordeonist, Komponist und Chorleiter
- Botho von Oldenburg (1814–1888), deutscher Großagrarier und Politiker
- Botho Prinz zu Sayn-Wittgenstein-Hohenstein (1927–2008), deutscher Politiker (CDU), Ehrenpräsident des Deutschen Roten Kreuzes
- Botho von Schwerin (1866–1917), deutscher Elektrochemiker und Unternehmer
- Botho zu Stolberg (1467–1538), deutscher Regent
- Botho zu Stolberg-Roßla (1850–1893), deutscher Standesherr
- Botho zu Stolberg-Wernigerode (1805–1881), deutscher Historiker und Burgenforscher
- Botho Strauß (* 1944), deutscher Schriftsteller
- Botho Walldorf (* 1945), deutscher Fotograf und Heimatforscher
- Botho von Wedel (1862–1943), deutscher Diplomat

### Fiktive Personen
- Bodo Bach, deutscher Komiker
- Botho von Rienäcker, Figur in Theodor Fontanes Werk Irrungen, Wirrungen
- Boto von Querenburg, deutsches Mathematiker-Autorenkollektiv

### Spitzname
- Bodo (* 1963), deutscher Metal-Bassist, siehe Thomas Smuszynski

## Liedtitel
- Bodo mit dem Bagger von Mike Krüger
- Bodo Ballermann von Udo Lindenberg